# Боргарнес
Боргарнес (исландски: Borgarnes, в превод скалист полуостров) е малък град в Исландия, който лежи на фиорда Боргарфьордюр. Градчето се намира в западната част на острова, в границите на община Боргарбюг и е административен център на региона Вестюрланд.
По данни от 2015 г. Боргарнес има 1875 жители.
Независимата в миналото община Боргарнесбайр (Borgarnesbær) е свързана от 11 юни 1994 г. с други три общини, а именно Нордюраурдалюр (Norðurárdalur), Стафхолстюнгюр (Stafholstungur) и Хрьойн (Hraun). Заедно те основават днешната нова община Боргарбюг.
Градът може да бъде достигнат от Рейкявик през главния исландски път Хрингвегюр, като се премине втория по-големина мост в страната. Мостът съкращава 520 км и води през самия фиорд. Със своите магазини и фабрики Боргарнес представлява центърът на околността.
Боргарнес се смята за родното място на поета и герой на сагите Егил Скалагримсон, в чест на когото са издигнати няколко скулптурни паметника. Най-известният е изваян от Осмундюр Свайнсон и се намира пред селцето Борг и Мири, защото се предполага, че там е живял Егил. Приключенията на Скалагримсон са описани в Сага за Егил. Неговият баща Скала-Грим Квелдулфсон е вероятно един от първите заселници по тези места.
Градът е място за туристи заради неговото местоположение – от Боргарнес може лесно да се правят излети на полуостров Снайфедлснес или в общината Рейкхолт.

## Галерия
- Изглед към градчето
- Историческото селце Борг и Мири, част от Боргарнес
- Боргарнес, на фона се вижда заспалия вулкан Хапнарфял